# Via San Lorenzo
Via San Lorenzo è una delle strade principali del centro storico di Genova.

## Storia
La creazione della via segue l'esigenza di un'espansione della viabilità della città agli inizi del XIX secolo, in particolare per poter collegare la zona portuale con il centro di Genova. Nel 1808, durante il periodo di dipendenza dall'Impero napoleonico, viene proposto dall'ingegnere francese Roussigné un tracciato che colleghi piazza Banchi o piazza De Marini a piazza San Domenico, ma viene rifiutata dal Consiglio comunale per la difficoltà di realizzazione. Più vantaggiosa sembra la proposta di Gaetano Cantoni, che nel 1811 propone delle varianti che avrebbero permesso di demolire un minor numero di edifici e venire incontro alle esigenze degli abitanti della zona; tuttavia, tutto rimane sospeso fino al 5 marzo 1824, quando viene approvato il progetto del primo tratto della strada, tra la porta di San Tommaso e piazza delle Chiappe. Il progetto del secondo tratto, che unirebbe piazza Banchi a piazza San Domenico, incontra invece forti opposizioni, ma viene comunque approvato il 17 novembre 1825. Tutti questi progetti vengono però bloccati dalla scarsità di risorse finanziarie, e la realizzazione della viabilità programmata deve essere ancora rimandata.
Nel 1835, finalmente, un progetto definitivo di «Strada carreggiabile che dalla Porta di San Tomaso nella direzione della Darsena e del Porto fino alla Dogana, e di là verso San Lorenzo, Piazza Nuova e San Domenico, mette per via Giulia fino alla Porta dell'Arco» viene autorizzato dal Regno di Sardegna del neo-re Carlo Alberto di Savoia, e dal 1837 al 1840 vengono effettuate le demolizioni di edifici e il livellamento della strada; la vecchia strada di San Lorenzo viene così prolungata, mentre piazza San Lorenzo viene allargata e abbassata di un metro e mezzo circa, dando respiro alla cattedrale della città. Il rinnovamento della zona coinvolge anche gli edifici della zona, in cui vengono ricostruite le facciate (come nel caso di Palazzo Sinibaldo Fieschi) o ne vengono aggiunte di nuove su quelle esistenti (Palazzo Boggiano).
A conclusione della strada, a metà del XIX secolo, la città aveva quindi realizzato un'infrastruttura dedicata ai traffici portuali; tuttavia, a causa soprattutto dell'ingresso della ferrovia nel porto, via San Lorenzo perde ben presto la sua finalità originaria, e grazie alla sua posizione centrale diventa più una strada "di rappresentanza".
Via San Lorenzo subisce importanti interventi di rinnovamento negli impianti sottostanti, nella pavimentazione, nell'impianto di illuminazione e nelle facciate dei palazzi tra il 2000 e il 2001, in occasione del G8 che si tiene a Genova all'inizio del XXI secolo. Da allora la via è diventata pedonale.

## Descrizione
Via San Lorenzo collega piazza Raibetta a piazza Matteotti. Lungo il suo tracciato si apre l'omonima piazza, antistante alla cattedrale della città.
È costeggiata da nove palazzi sul lato che ospita la cattedrale, e da dieci palazzi sul lato opposto; di tutti questi palazzi, sei appartengono al sistema dei Rolli mediante il quale gli edifici nobiliari erano suddivisi nel XVI e XVII secolo.

### Palazzi dei Rolli
| Palazzo                                      | Indirizzo           | Intestatario del palazzo             | Fotografia |
| -------------------------------------------- | ------------------- | ------------------------------------ | ---------- |
| Palazzo Centurione-Gavotti                   | Via San Lorenzo 5   | Giovanni Battista Centurione         |            |
| Palazzo Durazzo-Zoagli                       | Via San Lorenzo 8   |                                      |            |
| Palazzo Senarega-Zoagli                      | Largo Sanguineti 11 | Mattia Senarega                      |            |
| Palazzo Bendinelli Sauli                     | Via San Lorenzo 12  | Bendinelli Sauli                     |            |
| Palazzo Sinibaldo Fieschi                    | Via San Lorenzo 17  | Sinibaldo Fieschi                    |            |
| Palazzo Orazio e Gio Francesco De Franceschi | Via San Lorenzo 19  | Orazio e Gio Francesco De Franceschi |            |